# Demétrio I da Rússia
Demétrio I (19 de outubro de 1582 – 17 de maio de 1606), também conhecido como Pseudo-Demétrio I ou Falso Demétrio I, foi o Czar da Rússia de 1605 até seu assassinato. Nascido com o nome de Iuri Otrepyev, ele foi o mais bem sucedido dos três "impostores" que afirmaram durante o Tempo de Dificuldades serem o czarevich Demétrio Ivanovich, filho mais novo do czar Ivã IV, que supostamente havia escapado de sua tentativa de assassinato em 1591.

## Início de vida
A biografia de Demétrio é razoavelmente conhecida atualmente. Sabe-se que era um impostor chamado Gregório Otrepiev. Ainda existem muitas questões mal respondidas sobre o enigma do Falso-Demétrio, que não foram completamente elucidadas. Nascido em 1582, Gregório Otrepiev trabalhou para a família Romanov. Em 1600, assim que Boris Godunov aprisionou os Romanov, Gregório vestiu as roupas de um monge e se exilou num monastério, longe de Moscou.
Pouco depois, Gregório reapareceu no Kremlin: sob recomendação de seu avô, Elizari Zamiatnia, ele foi aceito no convento do Milagre. Trabalhando primeiramente como servente do monge Zamiatnia, depois como arquimandrita e diácono, ele logo se integrou à corte do Patriarca. Depois de certo tempo, saiu de Moscou para o  monastério de Grottes, em Kiev. Ali, os zaporogues o ajudaram a entrar em contato com os cossacos do Don.
Gregório partiu então para a Polônia, onde ficou sob proteção do jesuíta Cláudio Rangoni, núncio do papa na corte de Sigismundo III. Ele entrou então em contato com o príncipe Adam Wisniewiecki e o convenceu de ser filho de Ivã, o Terrível. Wisniewiecki o levou a Georges Mniszek, no palácio de Sambor, que ofereceu a Demétrio a mão de sua filha, Marina Mniszek.
Georges Mniszeck organizou então um encontro entre Gregório Otrepiev, Cláudio Rangoni e Sigismundo III de Polônia. Gregório conseguiu o apoio do rei polonês, com a condição de converter a Rússia ao catolicismo.

## Ascensão
Em 1604 Gregório, rebatizado como Demétrio (nome do último filho de Ivã IV, morto misteriosamente em Uglitch), marchou até Moscou. Ele atraiu os grupos descontentes do governo do Czar Boris, incluindo cossacos do sul da Rússia.
Depois de alguns reveses militares, entrou vitorioso em Moscou em 30 de junho de 1605 após a súbita morte de Boris, enquanto que sua viúva Maliuta e seu filho Teodoro II foram assassinados. Proclamou-se tsar sob o nome de Demétrio I e seguiu as políticas iniciadas por Ivã o Terrível, mas, de forma a não contrariar seus partidários, não exigiu privilégios particulares para a Igreja católica.
Em 18 de julho de 1605, Gregório foi reconhecido por sua "mãe", a tsarina Maria Nagaia, última esposa de Ivã IV. Pouco depois, em 30 de julho, foi coroado pelo patriarca Inácio na Catedral da Assunção, em Moscou.

### Políticas

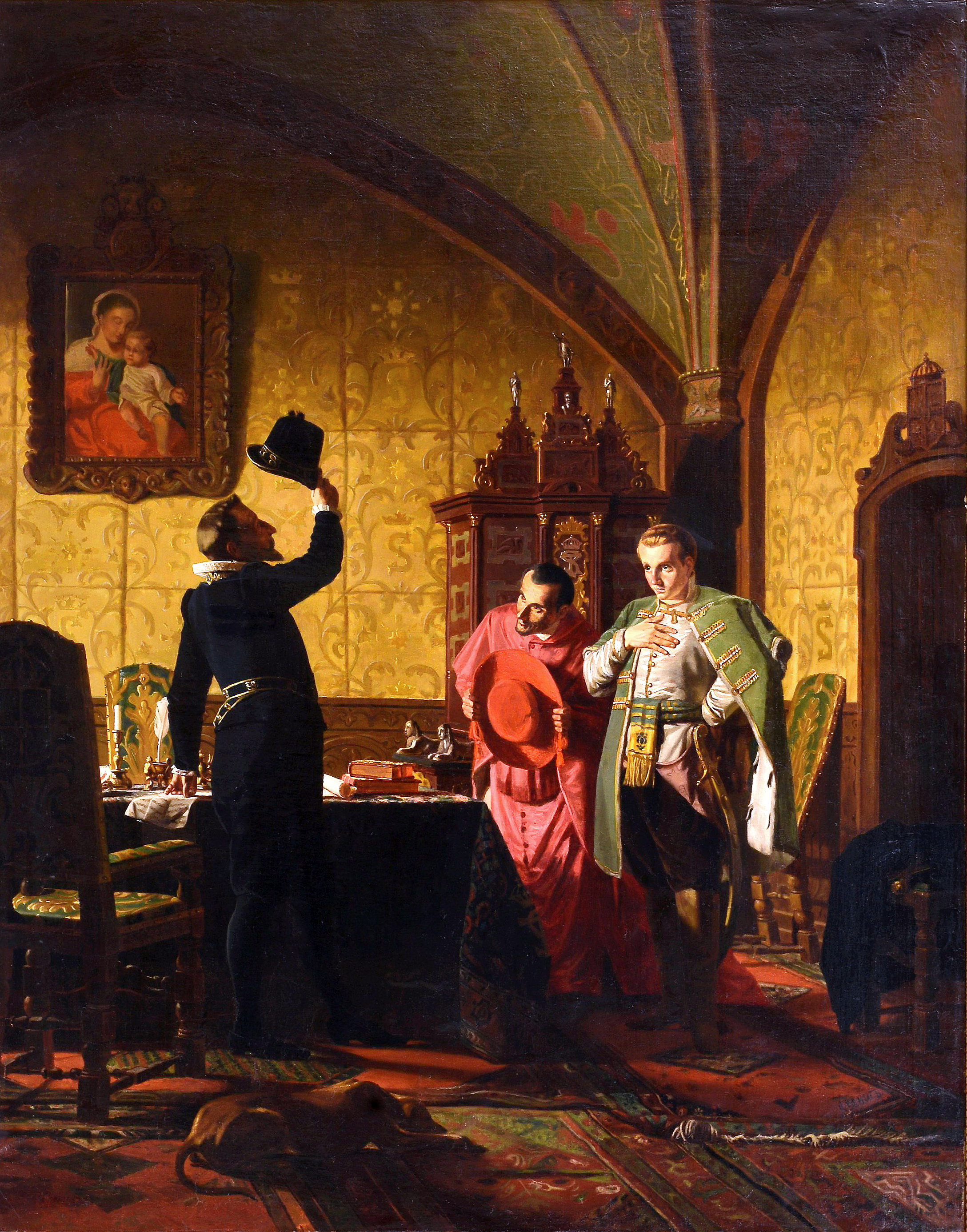
O Falso Demétrio firma aliança com o rei Sigismundo III Vasa, por Nikolai Nevrev em 1874.

Primeiramente, o novo tsar procurou consolidar seu poder visitando o sepulcro do Tsar Ivã e o convento de sua viúva Maria Nagaia, que o reconheceu como filho. A partir de então, começou a implementar suas políticas.
Demétrio introduziu uma série de políticas e reformas econômicas. Procurou aliviar o fardo das atividades do campesinato; esboçou uma grande aliança entre o papa, a República de Veneza, a República das Duas Nações e o Império da Rússia contra os Turcos; demonstrou muita tolerância com questões de religião, o que o tornou suspeito de ser um cripto-ariano; e, frustrando as expectativas da Polônia e do papa, ele manteve uma atitude independente, apoiando por exemplo a rebelião de Zebrzydowski contra Sigismundo.
Demétrio também foi leniente com seus inimigos, perdoando Basílio Chuiski, que começava a tramar contra ele. Suas opiniões amaneiradas sobre sua autoridade e sua predileção  pelos Ocidentais alarmou os boiardos mais conservadores, que o haviam apoiado somente para se livrarem de Boris Godunov.

### Contestação
Fortemente impregnado por práticas católicas, ele ofendia a nobreza ortodoxa russa, que começou a levantar a suspeita de ser um impostor. Seu estilo de vida era muito diferente das tradições russas. Acreditava-se que estava disseminando os costumes poloneses pela Rússia, o que ficou mais evidente para a população com a presença de tropas polonesas guarnecidas perto de Moscou.
Suas ações reformadoras provocaram descontentamentos entre os boiardos e o clero. Estes se aliaram ao partido de Basílio Chuiski, que se assemelhava ideologicamente à dinastia dos Rurikidas, e começaram a conspirar contra o jovem tsar. Neste mesmo período, o rei Sigismundo III de Polônia estava descontente com as atitudes de Demétrio, que não cumpriu as promessas de lhe ceder alguns territórios russos e de converter a Rússia ao catolicismo.
Em 24 de abril de 1606, Marina Mniszek entrou em Moscou em meio a um cortejo que aos olhos dos moscovitas parecia uma provocação, principalmente com o fato da futura esposa não ter se convertido para a ortodoxia. Para os russos, aparentava uma invasão do Império Russo por estrangeiros, na medida em que soldados poloneses cometiam alguns abusos. O casamento de Demétrio e Marina ocorreu em 8 de maio de 1606.
Após duas semanas de casamento, em 17 de maio de 1606, às seis horas da manhã, Demétrio foi atacado por conspiradores e tentou fugir por uma janela, mas quebrou a perna na queda. Um atirador o acertou imediatamente, levando-o à morte. Seu corpo foi decepado, cremado e atirado de um canhão em direção à Polônia. O reinado de Demétrio durou apenas dez meses. Basílio Chuiski assumiu o trono como Tsar pouco tempo depois.